# Чагарниця сизокрила
Чагарни́ця сизокрила (Trochalopteron squamatum) — вид горобцеподібних птахів родини Leiothrichidae. Мешкає в Гімалаях і горах Південно-Східної Азії.

## Поширення і екологія
Сизокрилі чагарниці мешкають в Китаї, М'янмі, Індії, Непалі, Бутані і В'єтнамі. Вони живуть у вологих гірських тропічних лісах та в чагарникових заростях. Зустрічаються на висоті від 1220 до 2200 м над рівнем моря. 

## Поведінка
Сизокрилі чагарниці живляться комахами, ягодами і насінням. Сезон розмноження триває з квітня по липень. Гніздо чашоподібне, розміщується в чагарниках на висоті від 1,2 до 1,8 м над землею. В кладці від 2 до 4 блакитнуватих яєць. Сизокрилі чагарниці іноді стають жертвами гніздового паразитизму каштановокрилої зозулі.